# Ovi
Ovi foi um marca da Nokia para serviços de internet. Os serviços Ovi eram utilizados em celulares, computadores (através do Nokia Ovi Suíte) ou via web (pelo site Ovi.com).
A Nokia atuou em três áreas: Jogos e mapas, Mídia, mensagens de texto e Musicas.
O objetivo da companhia com a Ovi foi incluir serviços terceirizados, como o de operadoras telefônicas, e serviços hospedagem e compartilhamento como o Flickr do Yahoo. Com o lançamento do Ovi Mapas Player API, a Nokia transformou seus serviços em uma plataforma, permitindo o uso de diversos serviços como o Nokia Ovi. Os serviços de internet da Nokia eram muito importantes nesse setor, sendo inevitável a concorrência com outras empresas como: Microsoft, Google e Apple.
Em 2011 a Nokia descontinuou a marca Ovi, migrando seus serviços ao Windows Phone, em parceria com a Microsoft.

## História
O serviço Ovi foi anunciado em 29 de agosto de 2007 durante o evento “Go Play” em Londres, na Inglaterra. A palavra "ovi" significa "porta" em Finlandês.
No dia 4 de dezembro, um plano ambicioso foi anunciado detalhando o lançamento da versão beta do computadores. Essa versão beta foi lançada em 28 de agosto de 2008.
Ao longo do tempo a Nokia foi estruturando a Ovi, incluindo IP, patentes e recursos fundamentais, como serviços de sincronização.
A empresa comprou IPs e patentes de companhias como a Starfish Software, Intellisync, NAVTEQ, Gate5, Plazes, e outras.
Outros recursos foram desenvolvidos internamente.
Em 20 de maio de 2009 durante o evento ‘Where 2.0’ em São Jose, Califórnia nos Estados Unidos a Nokia anunciou o lançamento do serviço Ovi Mapas Player API, que permitia aos desenvolvedores incluir o novo serviço em web sites usando o software Java Script.

## Serviços

### Nokia Ovi Suite
Nokia Ovi Suite, permitia aos usuários organizar e compartilhar fotos, transferindo dados entre o computador e o aparelho celular. Esta era a nova geração do Nokia PC Suite. Foi provavelmente, o único aplicativo para computadores oferecido pela Nokia.
O Nokia Ovi Suite 3.0.0.290 foi a versão comercializada.
Uma versão compatível com o Mac OS X foi anunciada em Novembro de 2008, e foi muito aguardada pelo público.

### Sincronização Ovi
O aplicativo ‘Ovi Sync’ permitiu o usuário sincronizar sua lista de contatos, calendários e anotações com o site ovi.com. O serviço funcionava como um ‘backup’ ou como um editor de documentos, que podia ser enviados de volta ao celular. Ainda não estaria disponível o serviço de ‘auto-sync’.

### Ovi Loja
A Ovi Loja foi mundialmente lançada em Maio de 2009. A partir de então os clientes puderam baixar jogos, aplicativos, vídeos, imagens e toques para aparelhos Nokia. Alguns itens seriam gratuitos, outros pagos através de cartão de crédito ou faturamento, dependendo da operadora. O conteúdo da Ovi Loja era dividido nas seguintes categorias:
▪ Recomendados
▪ Jogos
▪ Personalizado
▪ Aplicativos
▪ Áudio e vídeo
A Ovi Loja oferecia conteúdos compatíveis ao celular e localização do consumidor. Os usuários podiam compartilhar, recomendar produtos a amigos, ver o que eles estavam baixando e permitia a outras pessoas verem os produtos de seu interesse.
A Nokia oferecia uma ferramenta ‘self-service’ para que os editores pudessem publicar seus conteúdos na Ovi Loja. Alguns tipos de conteúdo eram: aplicativos J2ME, Flash, widgets, toques musicais, papel de parede de diversos temas e outros programas para os dispositivos Nokia Series 40 e S60.
A companhia também oferecia 70% do faturamento total ao criador, com restituição de impostos e taxas, cobrindo eventuais custos de operadora.

### Nokia Mapas
Com o serviço Nokia Mapas, os clientes podiam navegar pelo mundo, planejar viagens, procurar por endereços e pontos turístico e salvar as informações no site Ovi.
O aplicativo Ovi Mapas podia ser usado em qualquer navegador ou sistema operacional, (Windows ou Mac). Para instalar o plug-in Ovi e suas funções, o usuário teria que usar o Microsoft Internet Explorer 6 em sistema operacional Windows XP/Vista; ou Mozilla Firefox 3; ou Apple Mac OS X com Safari 3.
Instalava corretamente o Ovi Mapas 3.0 (mais conhecido como Nokia Mapas) em um aparelho Nokia compatível, o usuário sincronizava informações de locais, ou rotas entre o Ovi Mapas e o celular.
O Nokia Suíte ou Nokia Map loader permitia ao usuário dos sistemas operacionais Microsoft Windows XP ou Vista, baixar e pré-carregar mapas e serviços de navegação de voz em seu celular. Permitia ao cliente economizar tempo e dinheiro durante os downloads. Com a retirada da marca Ovi do mercado, a Nokia alterou o nome de Ovi Mapas para Nokia Mapas. Posteriormentete os serviços do Nokia a Maps, passaram a serem independentes, sendo comercializados como o Here Maps.

### Ovi Mail
Ovi Mail foi um serviço de e-mail fácil de ser usado em aparelhos Nokia e também poderia ser acessado através de um navegador compatível. Sua versão beta foi lançada em Dezembro de 2008, e também estava disponível para todos os usuários da Ovi desde o dia 20 de Fevereiro de 2009.
O “web e-mail” funcionava com navegadores padrões: IE 6, IE 7, Firefox 2 e Firefox 3. Estava disponível em 15 idiomas: Inglês (Estados Unidos), Inglês (Reino Unido), Indonésio, Malaio, Bengali, Filipino (Tagalog), Francês, Alemão, Hindu, Italiano, Português (Brasil), Português (Portugal) e Espanhol (Espanha).
Com mais de 35 modelos de celulares da plataforma S40 e S60 que suportavam este serviço.
Segundo o site oficial, o Ovi Mail era líder em serviços de e-mail para celulares na Indonésia, África do Sul, Filipinas, México, Brasil e Índia.
A Nokia anunciou que em pouco mais de seis meses mais de 650.000 contas foram criadas em aparelhos celulares e mais de um milhão de contas foram ativados no total. Em 8 de janeiro de 2010, o CEO da Nokia, Olli-Pekka Kallasvuo, anunciou que o serviço Ovi Mail contava com 5 milhões de usuários.

### Ovi Share
Ovi Share foi um site de compartilhamento de mídia. Originalmente nomeado Twango, o site permitia o envio e armazenamento de fotos, vídeos, etc. Os usuários podiam fazer upload de conteúdos usando celulares Nokia ou um computador através do aplicativo Share Online 3.0. O serviço Ovi Share foi encerrado no dia 31 de maio de 2012.

### Arquivos Ovi
Ovi Files permitia acessar à distancia, enviando e criando um espelho online de arquivos armazenados no coputador com sistema operacional Windows e computadores Macintosh através de qualquer navegador compatível.
Recursos adicionais permitiam ao usuário fazer upload de conteúdo do seu computador e visualizar documentos do Microsoft Office e Adobe PDF sem a necessidade de um plug-in ou aplicativo.
Ovi Files era um serviço baseado em "Acesso e compartilhamento" e foi criado pela Avvenu Incorporated. Esse serviço foi incorporada à Nokia em 5 de dezembro de 2007
Originalmente uma versão Premium gratuita do serviço Ovi Files foi disponibilizada em Julho de 2009. O Ovi Files foi encerrado no dia 1º de outubro de 2010.

### Nokia Music Store
Nokia Music Store permitia a compra de músicas através do celular ou do computador. O Download do software para PC estava disponível no site: http://music.nokia.com/download	
A loja estava disponível nos seguintes países: Índia, Irlanda, Itália, México, Holanda, Noruega, Polônia, Portugal, Singapura, África do Sul, Espanha, Suécia, Suíça, Espanha, Emirados Árabes Unidos, Reino Unido e lançamentos contínuos em outros países. Ao adquirir um aparelho Nokia Comes With Music, você ganhava downloads gratuitos e ilimitados de milhares de músicas através da Nokia Music Store.
Nokia Comes With Music estava disponível em países como a Austrália, Áustria, Brasil, Finlândia, Alemanha, Itália, México, Singapura, Suécia, Suíça, Reino Unido e África do Sul.

## N-Gage
A plataforma N-Gage 2.0 foi integrada aos aparelhos: Nokia N78, Nokia N79, Nokia N81, Nokia N81 8GB, Nokia N82, Nokia N85, Nokia N95, Nokia N95 8GB, Nokia N96 e Nokia 5320
Segundo a Companhia Nokia, no início de 2008 foi lançada, uma versão atualizada da plataforma de jogos para celulares (incluindo o recurso N-Gage Arena). Antes o serviço só funcionava pelo painel de controle do celular ‘Nokia N-Gage’, mas a empresa disse que funcionaria em outros dispositivos.